# Wei Fenghe
Wei Fenghe (chinois : 魏凤和), né en février 1954 à Liaocheng, est un général et homme politique chinois, il est ministre de la Défense nationale du 19 mars 2018 au 12 mars 2023.
Wei Fenghe est également Conseiller d’État dans l'administration Li Keqiang II, membre du Comité central et de la Commission militaire centrale. Il est commandant de la Force des missiles de l'Armée populaire de libération (anciennement second corps d'artillerie) entre 2012 et 2017.

## Biographie

### Parcours militaire
Wei Fenghe est né à Liaocheng, dans la province de Shandong. Il rejoint l'Armée populaire de libération en décembre 1970, à 16 ans. Wei devient commandant du second corps d'artillerie en octobre 2012 et est promu au grade de général en novembre 2012,.
Avant de devenir commandant du second corps d'artillerie, Wei a été chef d'état-major adjoint sur le département d'état-major de l'APL, une première pour un officier du second corps d'artillerie. Il a également été chef d'état-major du second corps d'artillerie, commandant des 53e et 54e bases, et a tenu divers autres postes de commandement du second corps d'artillerie.

### Parcours politique
En janvier 1972, Wei Fenghe rejoint le Parti communiste chinois. Wei est élu membre suppléant du 17e Comité central du Parti communiste chinois et membre du 18e Comité central du Parti en 2012.
Le 19 mars 2018, Wei Fenghe est nommé ministre de la Défense nationale et conseiller d’État dans la deuxième administration de Li Keqiang.
Le 1er décembre 2020, Wei reçoit le Nishan-e-Imtiaz (en), une distinction pakistanaise pour ses services dans la promotion de la coopération en matière de défense entre le Pakistan et la Chine.
Le 11 juin 2022, le secrétaire américain à la Défense Lloyd Austin condamne l'activité militaire « provocatrice et déstabilisatrice » de la Chine près de Taïwan, un jour après que Wei Fenghe a averti Austin que « si quelqu'un ose séparer Taïwan de la Chine, l'armée chinoise n'hésitera certainement pas à lancer une la guerre coûte que coûte ». Wei Fenghe a en outre déclaré que l'Armée populaire de libération « n'aurait d'autre choix que de se battre et d'écraser toute tentative d'indépendance de Taiwan, en sauvegardant la souveraineté nationale et l'intégrité territoriale ».
Wei démissionne en 2023. En juin 2024, il est exclu du Parti communiste par le Bureau politique. Il est accusé de corruption.

## Décorations
- Nishan-e-Imtiaz (en), ruban militaire (1er décembre 2020)[4].